# NGC 5026
NGC 5026 (другие обозначения — ESO 269-73, MCG -7-27-48, DCL 540, IRAS13113-4241, PGC 46023) — спиральная галактика с перемычкой (SBa) в созвездии Центавр.
Этот объект входит в число перечисленных в оригинальной редакции «Нового общего каталога».
В галактике вспыхнула сверхновая SN 2009ev типа Ia, её пиковая видимая звездная величина составила 14,6.